# 外務事務次官
外務事務次官（がいむじむじかん）は、国家公務員における官職及び役職の一つである。略称は外務次官（がいむじかん）。

## 概要
外務省における事務次官ポストであり、事務方において外務本省の最高ポストである。在外公館に駐在する外交官のような外交については直接行うことはあまりないものの、外交政策の企画立案や外務省の事務の統括を行い、様々な報告を受けて外交上の指示を出す立場にある。また外務省に絡む人事に大きな影響力を持ち、人事上負う責任は極めて重要である。
外務省のキャリアにおいて、外務事務次官就任後に重要大使ポスト（駐米日本大使、駐英日本大使、駐ロ日本大使、駐国連日本大使など）を務めることが多い。そのため外務事務次官は最終ポストではなく最高幹部ポスト級ではあるものの通過ポストの一つとして認識されている。

## 歴代外務事務次官
- 出身官庁はすべて外務省

| 氏名         | 就任日         | 退任日         | 前職                                  | 備考                                                                                           |
| ------------ | -------------- | -------------- | ------------------------------------- | ---------------------------------------------------------------------------------------------- |
| 太田一郎     | 1949年6月1日   | 1951年1月30日  | 外務次官                              | 駐タイ大使                                                                                     |
| 井口貞夫     | 1951年1月30日  | 1952年5月10日  | 終戦連絡中央事務局総務部長 兼政治部長 | 駐米大使：1954 - 1956年 駐中華民国大使：1959 - 1963年                                          |
| 渋沢信一     | 1952年5月10日  | 1952年10月17日 | 外務省条約局長                        | 駐タイ大使、海外技術協力事業団理事長                                                           |
| 奥村勝蔵     | 1952年10月17日 | 1955年3月1日   |                                       | 駐スイス大使                                                                                   |
| 門脇季光     | 1955年3月1日   | 1957年1月23日  |                                       | 駐ソ連大使、駐伊大使、ホテルニューオータニ社長                                                 |
| 大野勝巳     | 1957年1月23日  | 1958年3月15日  | 駐西ドイツ大使                        | 駐英大使、帝国ホテル社長                                                                       |
| 山田久就     | 1958年3月15日  | 1960年12月27日 | 駐イラン大使                          | 駐ソ連大使、衆議院議員：1967 - 1979年・4期 環境庁長官：1977 - 1978年を歴任。                   |
| 武内龍次     | 1960年12月27日 | 1963年1月18日  | 駐西ドイツ大使                        | 駐米大使                                                                                       |
| 島重信       | 1963年1月18日  | 1964年5月15日  |                                       | 駐英大使                                                                                       |
| 黄田多喜夫   | 1964年5月15日  | 1965年6月29日  | 外務審議官                            |                                                                                                |
| 下田武三     | 1965年6月29日  | 1967年4月14日  | 駐ソ連大使                            | 駐米大使、最高裁判事、日本野球機構コミッショナー                                               |
| 牛場信彦     | 1967年4月14日  | 1970年7月10日  | 外務審議官（政務担当）                | 駐米大使、対外経済担当国務大臣：1977 - 1978年                                                  |
| 森治樹       | 1970年7月10日  | 1972年4月28日  | 外務審議官（政務担当）                | 駐英大使                                                                                       |
| 法眼晋作     | 1972年4月28日  | 1974年2月19日  | 外務審議官（政務担当）                | 初代国際協力事業団総裁：1974 - 1980年                                                          |
| 東郷文彦     | 1974年2月19日  | 1975年8月15日  | 外務審議官（政務担当）                | 駐米大使、終戦時の外務大臣東郷茂徳の女婿                                                       |
| 佐藤正二     | 1975年8月15日  | 1977年6月28日  | 外務審議官（政務担当）                | 駐中国大使、国際交流基金理事長                                                                 |
| 有田圭輔     | 1977年6月28日  | 1979年7月10日  | 外務審議官（政務担当）                | 国際協力事業団総裁：1980 - 1988年                                                              |
| 高島益郎     | 1979年7月10日  | 1981年7月28日  | 外務審議官（政務担当）                | 駐ソ連大使、最高裁判事                                                                         |
| 須之部量三   | 1981年7月28日  | 1983年1月28日  | 駐韓大使                              | 日韓文化交流基金理事長                                                                         |
| 松永信雄     | 1983年1月28日  | 1985年1月29日  | 外務審議官（経済担当）                | 駐米大使、日本国際問題研究所理事長                                                             |
| 柳谷謙介     | 1985年1月29日  | 1987年6月30日  | 外務審議官（政務担当）                | 国際協力事業団総裁：1988 - 1994年                                                              |
| 村田良平     | 1987年7月1日   | 1989年8月18日  | 外務審議官（政務担当）                | 駐米大使、駐独大使                                                                             |
| 栗山尚一     | 1989年8月18日  | 1991年8月2日   | 外務審議官（政務担当）                | 駐米大使、宮内庁参与                                                                           |
| 小和田恆     | 1991年8月2日   | 1993年8月1日   | 外務審議官（政務担当）                | 国連大使、国際司法裁判所 (ICJ) 所長、皇后雅子の実父                                            |
| 斎藤邦彦     | 1993年8月1日   | 1995年8月4日   | 外務審議官（政務担当）                | 駐米大使、国際協力事業団総裁：2000 - 2003年                                                    |
| 林貞行       | 1995年8月4日   | 1997年7月1日   | 外務審議官（経済担当）                | 駐英大使、東京電力監査役                                                                       |
| 柳井俊二     | 1997年7月1日   | 1999年8月13日  | 外務審議官（政務担当）                | 駐米大使、国際海洋法裁判所所長                                                                 |
| 川島裕       | 1999年8月13日  | 2001年8月10日  | 駐イスラエル大使                      | 侍従長、式部官長                                                                               |
| 野上義二     | 2001年8月10日  | 2002年2月19日  | 外務審議官（経済担当）                | 駐英大使、内閣官房参与、日本国際問題研究所理事長                                               |
| 竹内行夫     | 2002年2月19日  | 2005年1月4日   | 駐インドネシア大使                    | 最高裁判事                                                                                     |
| 谷内正太郎   | 2005年1月4日   | 2008年1月17日  | 内閣官房副長官補                      | 内閣官房参与、 内閣官房国家安全保障局長、富士通取締役、東京電力顧問                            |
| 薮中三十二   | 2008年1月17日  | 2010年8月20日  | 外務審議官（政務担当）                | 立命館大学特別招聘教授、三菱電機取締役、小松製作所取締役                                       |
| 佐々江賢一郎 | 2010年8月20日  | 2012年9月11日  | 外務審議官（政務担当）                | 駐米大使、日本国際問題研究所理事長、ホテルオークラ取締役、セーレン取締役、三菱自動車工業取締役 |
| 河相周夫     | 2012年9月11日  | 2013年6月28日  | 内閣官房副長官補                      | 上皇侍従長、（天皇明仁）侍従長、式部官長、伊藤園顧問                                           |
| 齋木昭隆     | 2013年6月28日  | 2016年6月14日  | 外務審議官（政務担当）                | 中東調査会理事長、三菱商事取締役、伊藤園顧問、プリンスホテル顧問                               |
| 杉山晋輔     | 2016年6月14日  | 2018年1月19日  | 外務審議官（政務担当）                | 駐米大使                                                                                       |
| 秋葉剛男     | 2018年1月19日  | 2021年6月22日  | 外務審議官（政務担当）                | 内閣官房国家安全保障局長兼内閣特別顧問                                                         |
| 森健良       | 2021年6月22日  | 2023年8月10日  | 外務審議官（政務担当）                |                                                                                                |
| 岡野正敬     | 2023年8月10日  | 2025年1月17日  | 内閣官房副長官補                      | 内閣官房国家安全保障局長                                                                       |
| 船越健裕     | 2025年1月17日  |                | 外務審議官（政務担当）                |                                                                                                |